# Пятнистобрюхая бородатка
Пятнистобрю́хая борода́тка (лат. Pogonophryne ventrimaculata) — морская антарктическая донная рыба семейства бородатковых (Artedidraconidae) подотряда нототениевидных (Notothenioidei) отряда окунеобразных (Perciformes). Впервые описана как новый для науки вид в 1987 году по 5 экземплярам (голотип и 4 паратипа) из моря Уэдделла американским ихтиологом Ричардом Р. Икиным (англ. Richard R. Eakin). Научное (латинское) название, образованное из латинских слов venter — живот и maculatus — пятнистый, как и русское название, дано виду из-за наличия чётких тёмных пятен на нижней стороне тела — брюхе, груди, горле и нижней поверхности головы.
P. ventrimaculata — прибрежная, типично донная рыба среднего размера, её общая длина не превышает 26 см. Является эндемиком высокоширотной зоны Южного океана. Известна с шельфовых глубин Восточной Антарктики. Кроме P. ventrimaculata род пуголовковидных бородаток (Pogonophryne) включает, как минимум, ещё 22 эндемичных для высокоширотной Антарктики видов.
Согласно схеме зоогеографического районирования по донным рыбам Антарктики, предложенной А. П. Андрияшевым и А. В. Нееловым, ареал вида находится в границах гляциальной подобласти восточноантарктической, или континентальной провинции Антарктической области.
Как и у других антарктических бородаток у P. ventrimaculata имеется подбородочный усик, уникальная видоспецифичность строения которого является одной из важнейших характеристик в систематике семейства в целом и особенно в роде Pogonophryne. Как и всем прочим пуголовковидным бородаткам, этому виду свойственна очень крупная голова и отсутствие чешуи на теле (кроме боковых линий), а также жаберные крышки с крупным уплощенным шипом, загнутым вверх и вперед.
Пятнистобрюхая бородатка может встречаться в уловах донных тралов в прибрежных водах Восточной Антарктиды.

## Характеристика пятнистобрюхой бородатки
Относится к дорсально-пятнистой группе видов «P. mentella», которая характеризуется закругленным передним краем орбиты, полностью заполненной глазным яблоком, неразвитыми костными гребнями на верху головы, невысоким рыльным бугром и широким межглазничным пространством (более 6 % стандартной длины рыбы). По величине усика в группе выделяют 3 подгруппы — короткоусые (длина усика до 13 % стандартной длины тела), среднеусые (длина усика 13—18 % стандартной длины) и длинноусые виды (длина усика 19—30 % стандартной длины).

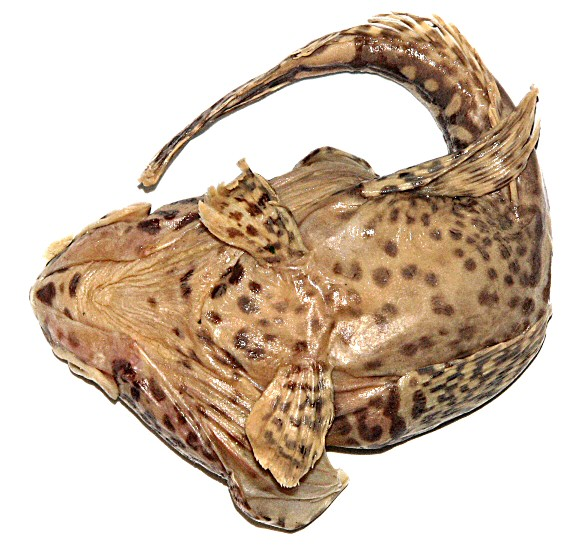
У пятнистобрюхой бородатки на нижней стороне тела имеются характерные округлые тёмные пятна; 195 мм TL (формалин)

От трёх других короткоусых видов группы отличается следующим комплексом признаков. Подбородочный усик толстый и короткий (11—13 % стандартной длины рыбы), при отгибании его назад поверх рыла (при закрытом рте) достигает переднего края ноздри. Терминальное расширение светлое, длинное — 50—66 % длины усика, очень кустистое и широкое (его ширина в несколько раз больше прилегающей части стебля), состоит из длинных, тонких, заостренных на вершине, неветвящихся и ветвящихся отростков. Стебель усика густо покрыт папиллами, светлый, с характерной плотной коричневой пятнистостью. Нижняя челюсть заметно выдается вперед: при закрытом рте на её вершине видны все ряды зубов, нижняя дыхательная перепонка и иногда кончик языка. У вершины нижней и верхней челюстей 2 ряда зубов. Посттемпоральные гребни выражены слабо. Спинной плавник у самцов умеренной высоты (до 22 % стандартной длины), с небольшой передней лопастью. Верх головы и передняя часть спины перед первым спинным плавником плотно покрыты различными по форме коричневыми пятнами. Низ тела светлый или темноватый; на брюхе, груди, горле и нижней поверхности головы имеются характерные округлые отчётливые тёмные пятна. Второй спинной плавник пёстрый. Анальный плавник тёмный у основания и светлый вдоль внешнего края. Грудные и хвостовой плавники с узкими тёмными вертикальными полосами.
В первом спинном плавнике 2 коротких мягких колючих луча; во втором спинном плавнике 27—28 лучей; в анальном плавнике 17 лучей; в грудном плавнике 20—21 луч; в дорсальной (верхней) боковой линии 21—26 пор (трубчатых костных члеников), в медиальной (срединной) боковой линии 9—14 пор или костных члеников; общее число тычинок на первой жаберной дуге 13—17; в нижней части первой жаберной дуги тычинки расположены в 2 ряда: во внешнем ряду 6—10 тычинок, во внутреннем ряду 7—8 тычинок. Общее число позвонков 36—37, из них 16 туловищных и 21—22 хвостовых.

## Распространение и батиметрическое распределение
Известный ареал вида охватывает шельфовые воды окраинных морей Восточной Антарктиды — моря Уэдделла, моря Содружества и моря Космонавтов. Вид известен по нескольким поимкам донным тралом в 1985—1990 годах на глубинах 247—460 м.

## Размеры
Вероятно, один из среднеразмерных видов рода Pogonophryne — самки достигают 260 мм общей длины (214 мм стандартной длины).

## Образ жизни
Образ жизни не известен.

## Близкие виды группы «P. mentella»
Вместе с 12 другими видами образует самую большую группу рода — «P. mentella», в которую входят также: лысая бородатка (P. bellingshausenensis), короткоусая бородатка (P. brevibarbata), складчатоусая бородатка (P. cerebropogon), бородатка Икина (P. eakini), тёмная бородатка (P. fusca), копьеусая бородатка (P. lanceobarbata), крупноусая бородатка (P. macropogon), длинноусая бородатка (P. mentella), хмелеусая бородатка (P. neyelovi), оранжевоусая бородатка (P. orangiensis), чешуйчатоусая бородатка (P. squamibarbata) и бирюзовая бородатка (P. tronio). С тремя другими видами образует подгруппу «короткоусых бородаток», у которых длина усика составляет менее 13 % стандартной длины тела: короткоусая бородатка, бирюзовая бородатка и хмелеусая бородатка.